# Unreal Tournament 2004
Unreal Tournament 2004, auch UT2004 oder kurz UT2K4, ist ein futuristischer Ego-Shooter, der dritte „Tournament“-Teil der Unreal-Spieleserie und der Nachfolger von Unreal Tournament 2003. Das Spiel wurde von Digital Extremes sowie Epic Games entwickelt und erschien 2004 für Windows. MacSoft portierte das Spiel für macOS und Loki Software für Linux, wobei letztere Version als erstes Closed-Source-Spiel die x86-64-Erweiterung unterstützte.

## Spielprinzip
Unreal Tournament 2004 ähnelt seinem Vorgänger, enthält aber noch weitere Maps (rund 100, davon zahlreiche aus dem Vorgänger), den populären Assault-Modus von Unreal Tournament, Fahrzeuge und einige neue Waffen. Die KI (Künstliche Intelligenz) der Bots gilt als vorbildlich. Das Gameplay ähnelt mehr dem ursprünglichen Unreal Tournament und wird daher von der Spielergemeinde besser akzeptiert als das vorhergehende, gegenüber dem alten Unreal Tournament etwas verfremdete, Unreal Tournament 2003.

## Offizielle Spielmodi

### Deathmatch
In dem klassisch aufgebauten Deathmatch ist das Ziel, möglichst viele Frags zu erreichen. Dabei spielen alle Spieler gegeneinander.

### Team Deathmatch
Bei dem Team-Deathmatch treten verschiedene Teams (Mannschaften) gegeneinander an. Im Gegensatz zu einem Deathmatch, in dem sich alle Spieler gegenseitig bekämpfen, müssen die Mitglieder eines Teams kooperieren.

### Assault
Schon bekannt aus dem ersten Unreal Tournament, es geht in diesem Mannschaftsspiel um das Einnehmen bzw. Halten von bestimmten Zielobjekten; in einer neuen und komplexeren Form (ist nicht in Unreal Tournament 2003 enthalten).

### Onslaught
Onslaught ist einer der neuen Spielmodi, die in Unreal Tournament 2004 eingefügt wurden. Es findet meistens auf verhältnismäßig großen Maps statt, unter anderem weil Fahrzeuge eine große Rolle spielen. Ziel ist es, einen Weg aus Energieknoten (Englisch: Power Nodes) aufzubauen, die es dem Team ermöglichen, den Energiekern (Englisch: Power Core) des gegnerischen Teams anzugreifen. Das Team, das den gegnerischen Energiekern zuerst zerstört hat, hat gewonnen.

### Mutant
Eine Variante des Spielmodus King of the Hill. Der jeweils führende Spieler ist der Mutant und verfügt als solcher über eine höhere Laufgeschwindigkeit, Tarnung und unendlich Munition. Seine Position wird den übrigen Spielern über einen Kompass angezeigt. Wer ihn tötet, wird selbst zum nächsten Mutanten. Der Mutant verliert allerdings ständig Energie, die er nur durch Abschüsse auffüllen kann. Stirbt er, gilt wieder die Ausgangslage: Der erste, der tötet, wird Mutant. Außerdem ist der Spieler mit den wenigsten Punkten automatisch Schlusslicht. Er kann jeden anderen Spieler angreifen, um Punkte zu bekommen.

### Invasion
Alle Spieler kämpfen gemeinsam gegen vom Computer gesteuerte, in mehreren Angriffswellen invasierende Monster, welche in Anzahl und Stärke allmählich zunehmen. Die Monster stammen alle aus dem Einzelspielertitel Unreal sowie der Fortsetzung Unreal II: The Awakening.

### Capture the Flag
Capture the Flag ist ein Teamspiel, bei dem es darum geht, eine feindliche Flagge in die eigene Basis zu bringen und die eigene Flagge in der Basis zu verteidigen.

#### InstaGib CTF
Wird ab Unreal Tournament 2004 als vollwertiger Spielmodus angesehen, in UT99 und UT2003 war es eine Option. InstaGib CTF (kurz iCTF) ist der normale Capture the Flag Modus. Jedoch wird dabei jeder Spieler mit einer InstaGib-Waffe ausgestattet, mit der es möglich ist, den Gegner mit einem einzigen Treffer zu töten. Diese „Beförderung“ für InstaGib mag in der Popularität des Spielmodus begründet liegen.

#### Fahrzeug CTF (VCTF)
Dieser Modus ist ähnlich dem CTF, mit dem Unterschied, dass in den Maps Fahrzeuge vorhanden sind. (Dieser Modus ist nicht im Originalspiel enthalten)

### Double Domination
In dieser Spielart müssen die Teams zwei Punkte auf der Karte einnehmen. Gelingt es einem Team beide Punkte für 10 Sekunden zu halten, so erzielt dieses Team einen Punkt und eine neue Runde beginnt.

### Bombing Run
In dem sogenannten Bombing Run müssen die Teams einen Ball in das Tor des gegnerischen Teams befördern; das Spielprinzip ähnelt dem von traditionellen Ballspielen wie etwa Fußball.

### Last Man Standing
In dem Spielmodi Last Man Standing hat jeder Spieler eine begrenzte Anzahl von Leben. Ziel des Spieles ist es ähnlich wie beim Deathmatch möglichst viele Frags zu erlangen, wobei besonders auf die Anzahl der verbleibenden Leben geachtet werden muss.

## Erweiterungen
Neben den offiziellen Spielmodi gibt es für Unreal Tournament 2004 unzählige Mods und Total Conversions wie z. B. Red Orchestra (inzwischen ein kostenpflichtiges Spiel, das über Steam erhältlich ist), TacticalOps: Crossfire, SAS – Into the Lion’s Den oder Jailbreak. Mods (von Modifikation) sind von Fans geschriebene kostenlose Programme, die das vorhandene Spiel verändern und neue Spielmodi hinzufügen. Zum Beispiel wird beim Installieren der Mod Jailbreak der gleichnamige Spielmodus hinzugefügt, bei dem es darum geht, die Teamkameraden zu befreien, die nach ihrem Tod, anstatt zu respawnen (neu zu erscheinen), ins Gefängnis kommen. Das Team, das es schafft, das komplette gegnerische Team zu fangen, gewinnt. Eine Unterklasse dieser Mods sind Total Conversions. Diese sind auch Mods, haben mit dem Originalspiel aber rein gar nichts mehr zu tun. Während bei Jailbreak noch die UT2004-Waffen und Spielermodelle benutzt wurden, sind diese bei z. B. SAS – Into the Lion’s Den nicht mehr vorhanden. Sie wurden durch zeitgenössische Waffen ersetzt, da es sich bei SAS um einen Taktik-Shooter handelt, in dem es darum geht, Terroristen bzw. Antiterror-Einheiten auszuschalten. Dadurch erinnert SAS stark an Counter-Strike, das ebenfalls als Mod für Half-Life begann und zu einem Vollpreis-Spiel avancierte.

### Team Arena Master
Team Arena Master ist eine auf Runden basierte Spielart, bei der (ähnlich wie im offiziellen Spielmodus Team Deathmatch) zwei Teams gegeneinander antreten. Den Spielern stehen alle Waffen allerdings mit begrenzter Munition zur Verfügung. Das Team, dessen Spieler zuerst alle tot sind, hat verloren. Anders als bei dem klassischen Deathmatch kann ein Spieler nicht neu spawnen, bis die Runde zu Ende ist.
Neben Team Arena Master gibt es auch noch leicht veränderte Modi, zum Beispiel Arena Master, bei dem es wie im Deathmatch keine Teams gibt und der Spieler, der zuletzt noch überlebt (ähnlich dem Last Man Standing), gewinnt. Des Weiteren gibt es noch Freon, bei dem die Spieler nicht sterben, wenn sie getroffen werden, sondern einfrieren und durch ihre Teamkollegen wieder „aufgetaut“ werden können.
Team Arena Master ist nach Angaben des Herstellers auf Platz 1 der populärsten Mods und Platz 2 der populärsten Spieltypen nach „Deathmatch“.

### Trial
Trial ist eine besondere Art des Assault. In diesen Maps müssen durch Sprünge Hindernisse überwunden werden, um Ziele zu erreichen – dies können auch Monster sein. Trial wird normalerweise in einem Team gespielt, dadurch soll verhindert werden, dass sich die beiden Teams bekämpfen und so das eigentliche Spielziel behindert wird.

## Rezeption
Im Vergleich zum Vorgänger sei der Einzelspieler deutlich umfangreicher. Der neue Onslaught-Modus böte taktischer Tiefe, ähnlich wie Battlefield 1942. Die KI-Spieler seien mit der Fahrzeugsteuerung oft überfordert. Ansonsten sei die Bot-KI überzeugend. Das abwechslungsreiche Level-Design, tolle Grafik und der einwandfreie Sound zähle zu den Stärken des Spieles. Das Spiel komme in der gleichen Grafik-Engine und verwende alte Inhalte wieder. Es wirke mehr wie ein EA Sports Titel, die ebenfalls jährlich veröffentlicht werden und kaum Neuerungen bringen. Dennoch bleibe es der beste Mehrspieler-Shooter seiner Zeit.

## 2K BotPrize
Beim 2K BotPrize prüfen menschliche Tester in Unreal Tournament 2004 Bots auf menschliche Reaktionen. Ziel ist es, einen Bot so zu programmieren, dass er von einem menschlichen Spieler nicht mehr zu unterscheiden ist. Zwei Bots wurden dabei als menschlicher eingestuft als menschliche Testspieler.